# Epilobium minutiflorum
Epilobium minutiflorum är en dunörtsväxtart som beskrevs av Heinrich Carl Haussknecht. Epilobium minutiflorum ingår i släktet dunörter, och familjen dunörtsväxter. Inga underarter finns listade i Catalogue of Life.